# Молешотт, Якоб
Якоб Молешотт (Молесхотт; нидерл. Jacob Moleschott, нем. Jakob Moleschott, 9 августа 1822, Хертогенбос — 20 мая 1893, Рим) — нидерландско-итальянский физиолог и философ

, представитель вульгарного материализма.

## Биография
Окончил Гейдельбергский университет, был с 1845 г. врачом в Утрехте, одновременно работал в лаборатории Мульдера. С Ф. К. Дондерсом и Яном ван Деном он издавал «Holländische Beiträge zu den anatomischen und physiologischen Wissenschaften». Весной 1847 г. переселился в Гейдельберг, где до 1854 г. пробыл в качестве приват-доцента. Получив предупреждение от министерства образования за слывшие материалистическими взгляды, оставил вследствие этого преподавание и занялся управлением частной лабораторией. В 1856 г. он сделался ординарным профессором в Цюрихе, а осенью 1861 г. в Турине. В 1876 г. его избрали сенатором Италии. С 1879 г. — профессор физиологии и врач с большой практикой в Риме.

## Произведения
Результаты его работ, равно как и работ многочисленных учеников его, большею частью изложены в начатом им в 1855 г. периодическом изд. «Untersuchungen zur Naturlehre des Menschen und der Tiere»; это — исследование о дыхании и дыхательных органах, о молоке, желчи и крови, об изменениях веществ в организме, о структуре роговых отложений и т. п. Молешотту принадлежат выражения «Человек есть то, что он ест» и «Без фосфора нет мысли».
Наиболее известны труды его:
- «Physiologie der Nahrungsmittel» (Дармштадт, 1850; 2 изд. Гиссен, 1853; это самый значительный и самый научный труд М.),
- «Physiologie des Stoffwechsels in Pflanzen und Tieren» (1851),
- «Der Kreislauf des Lebens» (1852; 2 и 5 изд. 1875—1886),
- «Georg Forster, der Naturforscher des Volks» (1854; народ. изд. 1874)
- «Physiol. Skizzenbuch» (1861),
- «Hermann Heuners Morgenrot» (1883),
- «Franciscus Corn. Donders»(1888).

Собранием особым вышли его «Kleine Schriften» (Гиссен, 1880—1887).
На итал. языке М. написал:
- «Dell' influenz a della luce mista e cromatica nell' esalazione di acido carbonico per l’organismo animale» (1879),
- «La fisiologia e le scienze sorelle» (1879),
- «L’Uso dell' Jododormio» (1882),
- «С. R. Darwin» (1882)
- и др.

## Молешотт в России
Сочинения Молешотта пользовались большою популярностью в России в 1860-х гг.; тогда же большинство их было переведено на русский язык: «Учение о пище» (оригинал был издан в Дармштадте в 1850, русский перевод — в 1863, СПб.), «Естествознание и медицина. Речь, читанная 28 ноября 1864 г. при открытии нового курса лекций физиологии» (СПб., 1865), «Круговорот жизни. Физиологические ответы на письма о химии Ю. Либиха» (пер. И. Щёлков, Харьк., 1866), «Физиологические эскизы» (с примечан. А. Пальховского, СПб., 1865), «Причины и действия в учении о жизни» (М., 1868), «Единство науки с точки зрения учения о жизни» (СПб., 1879). Небольшие статьи его помещены в сборниках «Вращение жизни в природе» (СПб., 1857) и в «Общем выводе положительного метода» Н. Неклюдова (СПб., 1867). Д. И. Писарев в особой статье дал изложение «Физиологических эскизов» М. («Сочинения», 1872, ч. V I). Вместе с Л. Бюхнером Молешотт сильно содействовал выработке и распространению материалистического мировоззрения. Автобиографические сведения о нём в посмертном издании «Für meine Freunde» (Гиссен, 1894).